# Campeonato Europeo de Pentatlón Moderno de 2012
El XXI Campeonato Europeo de Pentatlón Moderno se celebró en Sofía (Bulgaria) entre el 4 y el 10 de julio de 2012 bajo la organización de la Unión Internacional de Pentatlón Moderno (UIPM) y la Federación Búlgara de Pentatlón Moderno.

## Masculino

### Individual
| Puesto | Atleta           | País    | ESG | NAT  | HÍP  | CAR + TIR | Total |
| ------ | ---------------- | ------- | --- | ---- | ---- | --------- | ----- |
| Oro    | Riccardo De Luca | Italia  | 976 | 1252 | 1200 | 2460      | 5888  |
| Plata  | Róbert Kasza     | Hungría | 952 | 1336 | 1180 | 2368      | 5836  |
| Bronce | Bence Demeter    | Hungría | 832 | 1316 | 1200 | 2476      | 5824  |

### Equipos
| Puesto | País            | ESG  | NAT  | HÍP  | CAR + TIR | Total  |
| ------ | --------------- | ---- | ---- | ---- | --------- | ------ |
| Oro    | Rusia           | 2712 | 3880 | 3504 | 7184      | 17.280 |
| Plata  | Hungría         | 2616 | 3972 | 3356 | 7288      | 17.232 |
| Bronce | República Checa | 2544 | 3708 | 3556 | 6992      | 16.800 |

### Por relevos
| Puesto | Atletas                                                | País        | ESG | NAT  | HÍP  | CAR + TIR | Total |
| ------ | ------------------------------------------------------ | ----------- | --- | ---- | ---- | --------- | ----- |
| Oro    | Ilia Frolov Sergéi Kariakin Alexandr Savkin            | Rusia       | 888 | 1304 | 1040 | 3072      | 6304  |
| Plata  | Pavlo Kirpulianski Ruslan Nakonechni Olexandr Mordasov | Ucrania     | 828 | 1280 | 1200 | 2920      | 6228  |
| Bronce | Mijaíl Mitsyk Aliaxandr Vasilionak Raman Pinchuk       | Bielorrusia | 856 | 1252 | 1120 | 2928      | 6156  |

## Femenino

### Individual
| Puesto | Atleta             | País     | ESG | NAT  | HÍP  | CAR + TIR | Total |
| ------ | ------------------ | -------- | --- | ---- | ---- | --------- | ----- |
| Oro    | Laura Asadauskaitė | Lituania | 944 | 1132 | 1144 | 2248      | 5468  |
| Plata  | Iryna Jojlova      | Ucrania  | 972 | 1172 | 1180 | 2128      | 5452  |
| Bronce | Hanna Buriak       | Ucrania  | 888 | 1128 | 1200 | 2184      | 5400  |

### Equipos
| Puesto | País        | ESG  | NAT  | HÍP  | CAR + TIR | Total  |
| ------ | ----------- | ---- | ---- | ---- | --------- | ------ |
| Oro    | Rusia       | 3056 | 3120 | 3516 | 6244      | 15.936 |
| Plata  | Reino Unido | 2440 | 3492 | 3584 | 6288      | 15.804 |
| Bronce | Hungría     | 2552 | 3588 | 3556 | 6092      | 15.788 |

### Por relevos
| Puesto | Atletas                                                   | País        | ESG | NAT  | HÍP  | CAR + TIR | Total |
| ------ | --------------------------------------------------------- | ----------- | --- | ---- | ---- | --------- | ----- |
| Oro    | Donata Rimsaite Anna Savchenko Svetlana Lebedeva          | Rusia       | 968 | 1044 | 1126 | 2200      | 5338  |
| Plata  | Sylwia Gawlikowska Katarzyna Wójcik Aleksandra Skarzyńska | Polonia     | 920 | 992  | 1160 | 2204      | 5276  |
| Bronce | Freyja Prentice Heather Fell Katy Burke                   | Reino Unido | 696 | 1080 | 1086 | 2320      | 5182  |

## Relevo mixto
| Puesto | Atletas                                | País            | ESG | NAT  | HÍP  | CAR + TIR | Total |
| ------ | -------------------------------------- | --------------- | --- | ---- | ---- | --------- | ----- |
| Oro    | Anastasia Prokopenko Mijaíl Prokopenko | Bielorrusia     | 928 | 1288 | 1120 | 2600      | 5936  |
| Plata  | Laura Asadauskaitė Justinas Kinderis   | Lituania        | 784 | 1348 | 1128 | 2676      | 5936  |
| Bronce | Natálie Dianová David Svoboda          | República Checa | 784 | 1372 | 1200 | 2540      | 5896  |

## Medallero
| Núm. | País            | Oro | Plata | Bronce | Total |
| ---- | --------------- | --- | ----- | ------ | ----- |
| 1    | Rusia           | 4   | 0     | 0      | 4     |
| 2    | Lituania        | 1   | 1     | 0      | 2     |
| 3    | Bielorrusia     | 1   | 0     | 1      | 2     |
| 4    | Italia          | 1   | 0     | 0      | 1     |
| 5    | Hungría         | 0   | 2     | 2      | 4     |
| 6    | Ucrania         | 0   | 2     | 1      | 3     |
| 7    | Reino Unido     | 0   | 1     | 1      | 2     |
| 8    | Polonia         | 0   | 1     | 0      | 1     |
| 9    | República Checa | 0   | 0     | 2      | 2     |
|      | TOTAL           | 7   | 7     | 7      | 21    |